# Stowarzyszenie FestivALT
Stowarzyszenie FestivALT – żydowskie stowarzyszenie działające na przecięciu sztuki i aktywizmu, podejmujące tematy związane ze społecznością żydowską w Polsce. Stowarzyszenie skupia wokół siebie międzynarodową grupę artystów i działaczy społecznych, a swoje projekty realizuje głównie w Krakowie. FestivALT działa od 2016, w 2019 został wpisany do ewidencji stowarzyszeń zwykłych.

## Działalność
Do działań podejmowanych przez stowarzyszenie zalicza się m.in.:
- organizację corocznego (od 2017[3]) festiwalu promującego współczesną kulturę żydowską FestivALT[4][5];
- projekt Żyd na szczęście[6][7][8];
- projekt Lecznicze rośliny Płaszowa[9];
- współpracę z Muzeum Etnograficznym, w tym dyskusję nad uwzględnianiem głosu mniejszości w narracji muzeum[10][11];
- interwencje artystyczne w celu zwrócenia uwagi na dewastację historycznego budynku synagogi Chewra Thilim[12][13][14];
- Alternatywne Zwiedzanie krakowskiego Kazimierza[15];
- projekt Miejsca Pamięci i Zapominania[16];
- Święto Meiselsa zorganizowane po raz pierwszy w 2024 przy ulicy Rabina Meiselsa w Krakowie[17].